# Пітулуша
Пітулуша (рум. Pitulușa) — село у повіті Вранча в Румунії. Входить до складу комуни Броштень.
Село розташоване на відстані 164 км на північний схід від Бухареста, 15 км на північний захід від Фокшан, 87 км на північний захід від Галаца, 109 км на схід від Брашова.

## Населення
За даними перепису населення 2002 року у селі проживала 771 особа, усі — румуни. Усі жителі села рідною мовою назвали румунську.